# Autostrady i drogi ekspresowe w Grecji

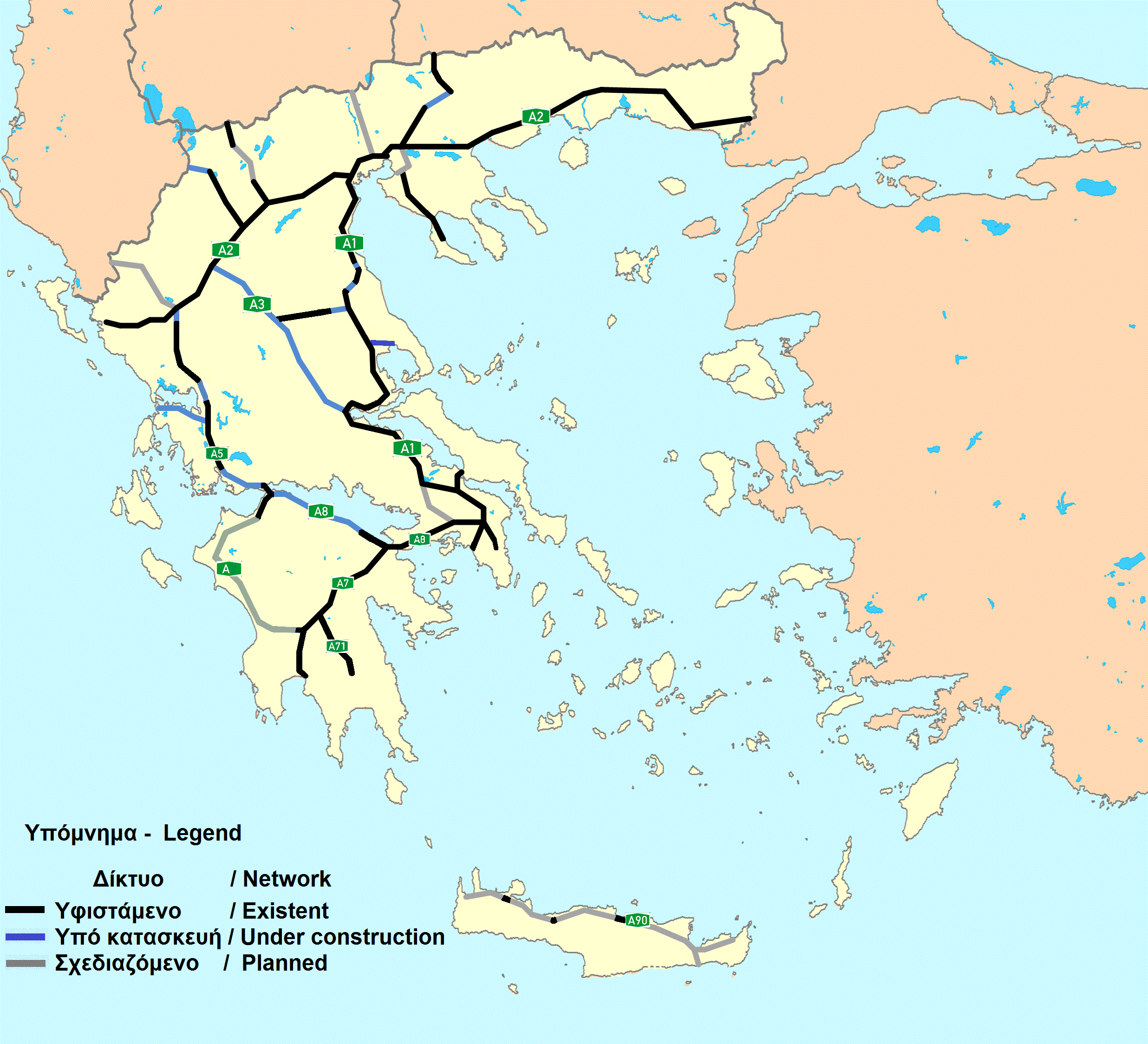
Sieć autostrad i dróg ekspresowych w Grecji (2015)

Autostrady i drogi ekspresowe w Grecji stanowią główne korytarze komunikacyjne Grecji. Długość sieci autostrad wynosi 2005 km. Od 2000 roku jest ona stale modernizowana i rozbudowywana.

## Autostrady
| Oznaczenie | Trasa |
| ---------- | --- |
|            | Pireus – Ateny (A6) – Lamia – Larisa (A4) – Saloniki (A2) – Evzonoi – Macedonia Północna                                                                                            |
|            | Janina – Metsowo – Grewena – Siatista (A29) – Kozani (A27) – Weria – Klidi (A1) – Axios – Saloniki – Langadas (A25) – Kavala – Ksanti – Komotini – Aleksandropolis – Kipoi – Turcja |
|            | Panaja (A2) – Kalambaka – Trikala (A4) – Karditsa – Lamia (A1) |
|            | Trikala (A4) – Farkadona – Gonni – Larissa (A1) |
|            | Albania – Ktismata – Kalpaki – Janina (A2)) – Filippiada – Arta – Amfilochia (A52) – Agrinio – Angelokastro – Missolungi – Rio – Patras (A8)                                        |
|            | Eleusis (A8) – Amarusi – Metamorfosi – Glyka Nera – Spata (A62) |
|            | Korynt (A8) – Nestani – Tripoli – Megalopolis(A71) – Tsakona – Kalamata |
|            | Patras (A8) – Andravida – Amaliada – Pirgos – Kyparissia – (A7) |
|            | Schimatari (A1) – Chalkida |
|            | Velestino (A1) – Wolos |
|            | Thiva (A1) – Elefsina (A8 |
|            | Bułgaria – Promachonas – Seres – Langadas (A2) – Saloniki – Kato Scholari – Nea Kallikratia – Nea Moudania                                                                          |
|            | Macedonia Północna – Niki – Florina – Amyndeo – Ptolemaida – Kozani (A2) |
|            | Albania – Krystallopigi – Koromilia – Kastoria – Neapoli – Mikrokastro – Siatista (A2)                                                                                              |
|            | Preweza – Aktio – Vonitsa – Amfilochia (A5) |
|            | Athens International Airport – Attiki odos (A6) |
|            | Ateny – Attiki odos (A6) |
|            | Aspropyrgos – Egaleo (A6) |
|            | Megalopolis (A7) – Sparta – Gythio |
|            | Kastelli – Chania – Suda – Rethymno – Iraklio – Malia – Chersonisso – Ajos Nikolaos – Pachia Ammos – Sitia                                                                          |

## Drogi ekspresowe
|    | Edessa – Skydra – Giannitsa – Gefyra () – Saloniki |
|    | Elassona – Tsiritsani – Tyrnavos – Larissa         |
| 4a | – Veria – Naoussa – Edessa                         |
|    | Trikala – Larissa                                  |
|    | Neo Monastiri – Karditsa – Trikala                 |
|    | Saloniki – Liti () – Kilkis – Doirani              |
|    | – Neos Kavouras – Keratea – Lavrio                 |
|    | Andrea Syngrou Avenue                              |